# Thăng Long, Nông Cống
Thăng Long là một xã thuộc huyện Nông Cống, tỉnh Thanh Hóa, Việt Nam.
Xã có diện tích 16,02 km², dân số năm 2004 là 12553 người, mật độ dân số đạt 784 người/km².